# جون موريسون (ضابط استخبارات)
جون موريسون (بالإنجليزية: John Morrison)‏ هو ضابط استخبارات بريطاني، ولد في 14 يوليو 1943 في هكسهام ‏ في المملكة المتحدة.